# Вулиця Миколи Леонтовича (Тернопіль)
Вулиця Миколи Леонтовича — вулиця в мікрорайоні «Старий парк» міста Тернополя. Названа на честь українського композитора, хорового диригента, громадського діяча, педагога Миколи Леонтовича. До 11 липня 2022 року — вулиця Глінки.

## Відомості
Розпочинається від вулиці Веселої, пролягає на північний схід та закінчується неподалік вулиці Степана Чарнецького. На вулиці розташовані приватні будинки.

## Дотичні вулиці
Дотична вулиця одна — правобічна — Михайла Коцюбинського.

## Установи
- Бюро з підготовки робітничих кадрів «Укртелеком» (Миколи Леонтовича, 1)